# كليومينس الثاني
كليومينس الثاني ملك إسبرطة وهو ابن كليومبروتوس الأول وأخ وخليفة أغيسيبوليس الثاني. لم يسجل شيء في عهده سوى انه استمر لـ61 عاما (370 – 309 قبل الميلاد).